# Виво (мультфильм, 2021)
«Ви́во» (англ. Vivo) — американский компьютерно-анимационный музыкальный приключенческий комедийный фильм, созданный студией Sony Pictures Animation. Фильм снят режиссёром Кирк де Микко и сорежиссёром Брэндоном Джеффордсом по сценарию де Микко и Киары Алегрии Хьюдс, основанному на сюжете, написанном Питером Барсочини. Песни к фильму были написаны Лин-Мануэлем Мирандой, который также выступил исполнительным продюсером и озвучил главную роль. Помимо него в озвучке принимали участие Зои Салдана, Хуан де Маркос, Брайан Тайри Генри, Майкл Рукер, Николь Байер, Инаирали Симо и Глория Эстефан. Фильм является первым мюзиклом производства Sony Pictures Animation.
В 2010 году Миранда занимался фильмом совместно со студией DreamWorks Animation, однако в связи с реорганизацией компании в 2015 году проект был отменён. 14 декабря 2016 года Sony Pictures Animation приобрела проект и возобновила над ним работу.
«Виво» был выпущен в ограниченный прокат 30 июля 2021 года, а 6 августа стал доступен на Netflix. Фильм получил в основном положительные отзывы от критиков, которые похвалили анимацию, озвучивание и музыкальные номера.

## Сюжет
В городе Гавана, Куба, живут Андрес Эрнандес и его домашний кинкажу по кличке Виво, которые каждый день выступают на городской площади. Однажды после очередного выступления Андрес получает письмо от своей старой подруги Марты Сандоваль, в котором та сообщает о скором завершении своей музыкальной карьеры. Она просит Андреса отправиться в Майами, штат Флорида, и выступить вместе в клубе «Мамбо-Кабана». Для Андреса это шанс наконец признаться Марте в любви через песню, которую тот написал для неё, и которую, она не услышала. Виво, которого устраивает жизнь на Кубе, отказывается поддержать Андреса. Утром следующего дня Андрес умирает во сне, а вечером на площади проходят его похороны, на которые приезжают жена племянника Андреса Роза и её дочь Габи, а после улетают домой в Ки-Уэст, Флорида.
Виво, которому стало стыдно из-за своего поведения перед Андресом, решает лично доставить текст его песни Марте. Для этого он тайно отправляется в Ки-Уэст вместе с Габи и Розой. Габи удивляется, обнаружив Виво в багаже. Она находит песню Андреса и соглашается помочь Виво доставить её Марте. Габи и Виво покупают билеты на автобус во Флориду, однако по дороге их останавливает группа гёрл-скаутов, внимание которых привлекает кинкажу. Габи и Виво пытаются сбежать от них, но опаздывают на автобус. Они решают добраться до пункта назначения через Эверглейдс, однако начинается шторм, песня пропадает, а друзья разделяются.
Пока Виво ищет Габи, он натыкается на розовую колпицу Данкарино, который разочаровался в любви после нескольких безуспешных попыток найти себе пару. С помощью Виво он открывает своё сердце другой колпице, Валентине. Позднее они спасают Виво от питона Лютадора. Габи узнаёт, что её всё это время преследовали гёрл-скауты, у которых оказалась песня Андреса, и которые отказываются отдать её до тех пор, пока Габи не приведёт их к Виво, и они не посадят его на карантин. Когда на девочек нападает Лютадор, Виво спасает их, однако в процессе песня оказывается уничтожена. Разочарованный Виво решает вернуться на Кубу, однако внезапно осознаёт, что они с Габи могут восстановить песню, поскольку он знает мелодию, а Габи помнит текст. Вместе они добираются до Майами и отправляются на поиски Марты, которая узнала о смерти Андреса и отказывается выходить на сцену.
Габи и Виво добираются до «Мамбо-Кабана», но Габи не может попасть внутрь и просит Виво идти дальше без неё. Вскоре её ловит охрана и мать, озлобленная тем фактом, что Габи ушла из дома и не предупредила её. Виво находит опечаленную Марту, которая узнаёт его по фотографии Андреса, и отдаёт ей песню. Тронутая песней, Марта находит в себе силы выйти на сцену. Виво находит Габи и Розу, которые собираются уезжать домой. Габи наконец-то показывает свои чувства, что задевает Розу, благодаря чему та прощает дочь, и все вместе они приезжают на концерт как раз к тому моменту, когда Марта собирается исполнить песню Андреса. Виво решает остаться с Габи и Розой во Флориде. Габи и Виво вместе с Мартой устраивают своё собственное шоу в городе, развлекая толпу.

## Роли озвучивали
- Лин-Мануэль Миранда
- Зои Салдана
- Хуан де Маркос Гонзалес
- Брайан Тайри Генри
- Майкл Рукер
- Николь Байер
- Глория Эстефан

- Лин-Мануэль Миранда — Виво, кинкажу, увлечённый пением и музыкой.
- Инаирали Симо — Габриэла «Габи» Эрнандес, внучатая племянница Андреса, энергичная, болтливая, но чудаковатая и непонятая 10-летняя девочка, наделённая даром читать рэп.
- Хуан де Маркос Гонзалес[англ.] — Андрес Эрнандес, покойный хозяин Виво и двоюродный дедушка Габи.
  - Гонзалес повторил свою роль в испанском дубляже мультфильма.
- Зои Салдана — Роза Эрнандес, мать Габи и невестка Андреса.
- Брайан Тайри Генри и Николь Байер — Данкарино и Валентина, пара влюблённых друг в друга розовых колпиц.
  - Аниса Фолдс исполняет вокальные партии Валентины.
- Майкл Рукер — Лютадор, зловещий тёмный тигровый питон, которому не нравится шум.
- Глория Эстефан — Марта Сандоваль, ранее партнёрша и тайная возлюбленная Андреса, а ныне известная певица в США.
- Кэти Лоус, Оливия Трухильо и Лидия Джюэтт — Бекки, Ева и Сара; «Морские ёжики» трое девочек-скаутов, обладающих благими намерениями, но помешанных на экологии.
  - Бри Холланд, Алана де Фонсека и Джада Бэнкс-Мейс исполняют вокальные партии персонажей.
- Кристиан Очоа — Монтойа, друг Андреса.
- Брендон Джеффордс — мистер Хэншо, мужчина, купивший печенье у «Морских ёжиков».
- Глория Калдерон Келлетт[англ.] — Глория, менеджер Марты.
- Лесли Дэвид Бэйкер — Боб, водитель автобуса из Флориды в Майами
- Аарон ЛаПланте — пёс из Ки-Уэст
- Рич Мур — игуана
- Дэнни Пино[англ.] — пассажир автобуса
- Тесси Сантьяго — билетёрша

## Производство

### Разработка
Разработка фильма началась в 2010 году, когда DreamWorks Animation взяли под своё крыло проект Лин-Мануэля Миранды на волне успеха его постановки «На высотах». В связи с реорганизацией компании в 2015 году, DreamWorks Animation отменили проект. 14 декабря 2016 года Sony Pictures Animation выкупила фильм у DreamWorks, и работа над ним возобновилась. Фильм получил название Vivo, основой сюжета стала идея Питера Барсочини, Кирк де Микко стал режиссёром, Лиза Стюарт — продюсером, Лоуренс Марк — исполнительным продюсером, а Киара Алегрия Хьюдс должна была написать сценарий на основе идеи Барсочини. 12 июня 2019 года на Международном фестивале анимационных фильмов в Анси Кристин Белсон объявила, что Рич Мур присоединился к числу продюсеров фильма, а Роджер Дикинс стал визуальным консультантом. 2D-анимацией занимался Джеймс Бакстер, в то время как основная часть компьютерной графики была создана студией Sony Pictures Imageworks. Актёрский состав был объявлен 26 апреля 2021 года.

### Музыка
14 декабря 2016 года было объявлено, что Миранда напишет 11 песен для фильма. 26 апреля 2021 года было объявлено, что к Миранде присоединился Алекс Лакамуар, который работал над композициями. В саундтреке также присутствует ремикс песни «My Own Drum», исполненный Инаирали Симо и Мисси Эллиотт.
Все песни написаны Лин-Мануэлем Мирандой, а композиции — Алексом Лакамуаром.
| №                   | Название                                            | Исполнитель(и) | Длительность |
| ------------------- | --------------------------------------------------- | --- | ------------ |
| 1.                  | «Overture» (score)                                  | Алекс Лакамуар | 1:12         |
| 2.                  | «One Of A Kind»                                     | Хуан де Маркос Гонзалес Лин-Мануэль Миранда                                                                                                | 4:10         |
| 3.                  | «Mambo Cabana»                                      | де Маркос Гонзалес Миранда Глория Эстефан                                                                                                  | 2:17         |
| 4.                  | «One More Song»                                     | Миранда | 2:32         |
| 5.                  | «My Own Drum»                                       | Инаирали Симо | 2:22         |
| 6.                  | «Keep The Beat»                                     | Миранда Симо | 2:33         |
| 7.                  | «Love's Gonna Pick You Up»                          | Брайан Тайри Генри Миранда Аниса Фолдс | 1:30         |
| 8.                  | «Tough Crowd»                                       | Миранда | 0:28         |
| 9.                  | «One More Song (Reprise)»                           | Миранда | 0:39         |
| 10.                 | «Running Out Of Time»                               | Миранда Симо Кристофер Джексон Вероника Джексон Глория Кальдерон Келлетт Бри Холланд Алана де Фонсека Джада Бэнкс-Мейс Эстефан Зои Салдана | 2:14         |
| 11.                 | «Inside Your Heart»                                 | Эстефан | 2:41         |
| 12.                 | «Grand Finale»                                      | Симо Миранда Тайри Генри Фолдс Холланд де Фонсека Бэнкс-Мейс Салдана Эстефан                                                               | 2:06         |
| 13.                 | «My Own Drum (Reprise)» (совместно с Мисси Эллиотт) | Симо | 2:57         |
| 14.                 | «¡Presente!»                                        | Эстефан | 2:23         |
| 15.                 | «Marta's Letters» (score)                           | Лакамуар | 0:44         |
| 16.                 | «La Colecta/Suitcase Of Memories» (score)           | Лакамуар | 1:20         |
| 17.                 | «Vivo Comes Around» (score)                         | Лакамуар Миранда | 0:48         |
| 18.                 | «Saving The Song» (score)                           | Лакамуар Миранда | 1:26         |
| 19.                 | «Welcome To Florida» (score)                        | Лакамуар Миранда | 0:27         |
| 20.                 | «Sand Dollar Animal Control» (score)                | Лакамуар | 1:33         |
| 21.                 | «Not On My Watch» (score)                           | Лакамуар | 0:39         |
| 22.                 | «Lutador» (score)                                   | Лакамуар | 0:52         |
| 23.                 | «Gabi And Vivo» (score)                             | Лакамуар | 0:53         |
| 24.                 | «Bienvenido A La Familia» (score)                   | Лакамуар Миранда | 1:37         |
| 25.                 | «What Difference Can A Song Make?» (score)          | Лакамуар Миранда | 0:59         |
| 26.                 | «One Year Later» (score)                            | |              |
| Общая длительность: | Общая длительность:                                 | Общая длительность: | 41:35        |

## Релиз
14 декабря 2016 года было объявлено, что премьера состоится 18 декабря 2020 года. 26 января 2018 года дата выхода в прокат была перенесена на месяц назад, на 6 ноября 2020 года. 1 ноября 2019 года дата релиза была сдвинута на 16 апреля 2021 года, а позднее — на 4 июня из-за влияния пандемии COVID-19. 26 апреля 2021 года Sony объявили об отмене театрального релиза и продаже прав на международную дистрибуцию потоковому сервису Netflix, оставив за собой право на выпуск ленты на носителях, трансляции на телевидении и прокат в Китае. Фильм был выпущен в ограниченный прокат 30 июля 2021 года, а 6 августа стал доступен на Netflix.

### Релиз на носителях
9 августа 2022 года «Виво» был выпущен на DVD, Blu-ray и Digital HD компанией Sony Pictures Home Entertainment.

## Восприятие

### Отзывы критиков
На сайте-агрегаторе Rotten Tomatoes мультфильм имеет рейтинг 86 % на основе 95 рецензий со средним баллом 6.80/10. Консенсус сайта гласит: «„Виво“ предлагает несколько сюрпризов, а увлекательное анимационное приключение оживляют яркие песни Лин-Мануэля Миранды.» На сайте Metacritic лента имеет рейтинг 66 баллов из 100 на основе 22 обзоров, что соответствует статусу «в целом благоприятные отзывы».

### Просмотры на Netflix
«Виво» был просмотрен 5.7 млн раз в неделю со 2 по 9 августа 2021 года, став таким образом самым просматриваемым фильмом августа. В октябре 2021 года Netflix объявил о том, что 46 млн пользователей сервиса посмотрели фильм.

### Награды и номинации
| Награда                                      | Дата вручения   | Категория                                                   | Номинанты и получатели                                                                      | Результат | П.     |
| -------------------------------------------- | --------------- | ----------------------------------------------------------- | ------------------------------------------------------------------------------------------- | --------- | ------ |
| Hollywood Music in Media Awards              | 17 ноября 2021  | Оригинальный саундтрек — анимационный фильм                 | Алекс Лакамуар                                                                              | Номинация | [ 20 ] |
| People's Choice Awards                       | 7 декабря 2021  | Любимый семейный фильм                                      | «Виво»                                                                                      | Номинация | [ 21 ] |
| Ассоциация кинокритиков Сент-Луиса           | 19 декабря 2021 | Лучший анимационный фильм                                   | «Виво»                                                                                      | Номинация | [ 22 ] |
| Общество специалистов по визуальным эффектам | 8 марта 2022    | Выдающееся окружение в анимационном фильме                  | Бертранд Брай-Марфэйнг, Джозеф Дилас Свифт, Гита Басантани, Джереми Ким (за «Мамбо Кабана») | Номинация | [ 23 ] |
| Энни                                         | 12 марта 2022   | Лучшие визуальные эффекты — полнометражный фильм            | Мартин Фёрнесс, Люси Максиан, Начике Пуджари, Теодор Вандернут и Стефани Молк               | Номинация | [ 24 ] |
| Энни                                         | 12 марта 2022   | Лучший дизайн персонажей — полнометражный фильм             | Джо Мошир                                                                                   | Номинация | [ 24 ] |
| Энни                                         | 12 марта 2022   | Лучшая музыка — полнометражный фильм                        | Алекс Лакамуар и Лин-Мануэль Миранда                                                        | Номинация | [ 24 ] |
| Энни                                         | 12 марта 2022   | Лучшая работа художника-постановщика — полнометражный фильм | Карлос Зарагоза, Уэнделл Далит и Энди Харкнесс                                              | Номинация | [ 24 ] |
| Энни                                         | 12 марта 2022   | Лучшая раскадровка — полнометражный фильм                   | Карло Ромеро                                                                                | Номинация | [ 24 ] |
| Спутник                                      | 2 апреля 2022   | Лучший анимационный фильм                                   | «Виво»                                                                                      | Номинация | [ 25 ] |